# Vincenzo Ravera
Vincenzo Ravera (Acqui Terme, 8 marzo 1933 – Alessandria, 22 dicembre 2016) è stato un calciatore italiano, di ruolo portiere.

## Carriera
Esordisce in campionati professionistici all'età di vent'anni nella stagione 1953-1954, anno in cui si alterna con Emanuele Dalla Fontana a difesa della porta dell'Alessandria, società con cui in 15 partite di Serie B subisce in totale 22 reti. Viene riconfermato per la stagione 1954-1955, durante la quale fa prevalentemente la riserva di Fausto Lena, giocando in totale 7 partite (con 13 reti subite) nella serie cadetta. Rimane con i Grigi anche nella stagione 1955-1956, che termina con 3 presenze e 4 reti subite, e nella stagione 1956-1957, nella quale non gioca nessuna partita ufficiale.
Nel 1957 lascia dopo quattro anni consecutivi l'Alessandria e si trasferisce al Bagheria, squadra siciliana di IV Serie, con cui nella stagione 1957-1958 gioca 24 partite.
In seguito si accasa al Siracusa, formazione con cui nella stagione 1959-1960 gioca 33 partite in Serie C; scende in campo altre 33 volte in terza serie con la formazione siciliana anche nella stagione 1960-1961. Gioca stabilmente da titolare anche nella stagione 1961-1962, durante la quale disputa 28 partite. Nella stagione 1959-1960 con la maglia azzurra rimane imbattuto per 680 minuti .
Nel 1962 passa al Cosenza, formazione neopromossa in Serie B, con cui nel corso della stagione 1962-1963 si alterna tra i pali con Franco Dinelli, giocando 24 delle 38 partite di campionato; rimane nella società calabrese anche nella stagione 1963-1964, nella quale gioca ulteriori 18 partite nella serie cadetta.
In carriera ha giocato complessivamente 67 partite in Serie B.